# Вільшанка (притока Десни)
Вільшанка або Ольшанка — річка в Україні, що протікає в межах Липовецького району Вінницької області, ліва притока р. Десна. Басейн Південного Бугу. Довжина 29 км, з них 14,2 км під ставками.
Бере початок поблизу с. Вербівка. Протікає також через села Біла, Брицьке, Вахнівка та Журава. У смт Турбів впадає у Десну, утворюючи водосховище. Вільшанка є четвертою за величиною річкою, що протікає територією Липовецького району.
Падіння по довжині річки - 64 м (1,4 м на 1 км), коефіцієнт звивистості 1,47. Площа водозбору становить 219 км² і має грушоподібну форму, територія в основному розорана, знаходиться в межах Подільського плато і покрита лесоподібними суглинками.
Долина звивиста, трапецієподібна, з порізаними ярами, схилами. Висота схилів іноді досягає 50-60 м. Заплава двобічна, між Вахнівкою і Турбовом - однобічна шириною від 50 до 250 м, складена мулисто-торфовими і мулисто-глинистими ґрунтами.
Річище помірно звивисте, біля сіл Білої і Вахнівки робить поворот на 90 градусів. Переважає ширина 3-4,5 м, глибина - 0,3-0,7 м. Швидкість течії - 0,1 м/сек. Дно рівне, замулене, іноді піщане. Береги пологі і стійкі. Льодостав з грудня до березня.

## Історичні відомості
Назва річки (як і багатьох інших річок в Україні з такою назвою) походить від вільхи, що часто росте на берегах. І тепер береги Вільшанки місцями дуже заросли, особливо осокою та очеретом.
Мабуть вперше річка Вільшанка згадується в показах представників Збаразьких і Острозьких за 1608 р. під назвою Джусави Великої. Її перетинав шлях з Прилуки до Липівця і насипані копці по її берегах служили своєрідними знаками між володіннями двох магнатів.
Сучасна назва зафіксована лише в XX столітті. Польські автори XIX ст. наводять лише форми Ольшанка, Ольшаниця (від «ольс», «олешшя» - заросле болото).
У давнину річки краю були більш повноводні. Припускають, що в лютому-березні 1596 року Северин Наливайко зупинив на Вільшанці натиск польського гетьмана Жолкевського, прорубавши на шляху кінноти ополонки. Пізніше цим прийомом скористався Іван Богун.
На цих берегах також відбувалися й інші історичні події: похід Яреми Вишневецького, сутички періоду Гайдамаччини, радянсько-української і Другої Світової воєн. Зокрема, на рубежі Вільшанки в січні 1944 року розпочалася велика танкова битва, так звана «друга Курська дуга».

## Притоки
- Струмок Вільшанка, ліва
- Попів Став, права
- Селець (струмок), права
- Річка без назви - права притока у Липовецькому районі. Довжина річки 5 км., площа басейну - 10,2 км². Бере  початок у с. Конюшівка. Тече переважно на південний схід через с. Брицьке і впадає у Вільшанку за 12 км. від її гирла.
- Річка без назви (Урочище Нагірняк) - права притока у Липовецькому районі. Довжина річки 5,2 км., площа басейну - 11,2 км². Бере  початок на заході від с. Конюшівка. Тече переважно на південний схід і у с. Вахнівка впадає у Вільшанку за 6 км від її гирла.

## Галерея

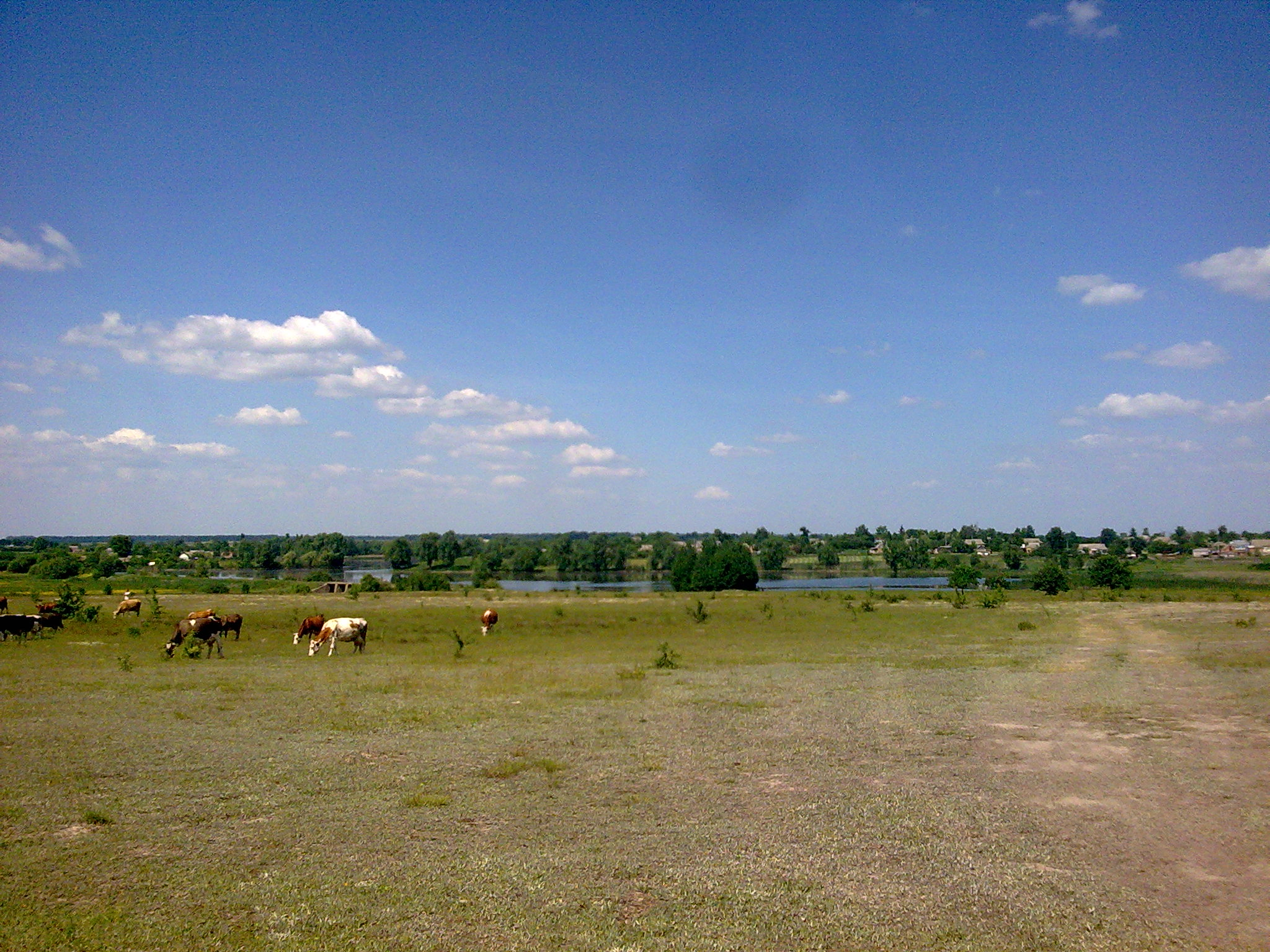
Притока Вільшанки між селами Журава (цей беріг) і Вахнівка (інший беріг)
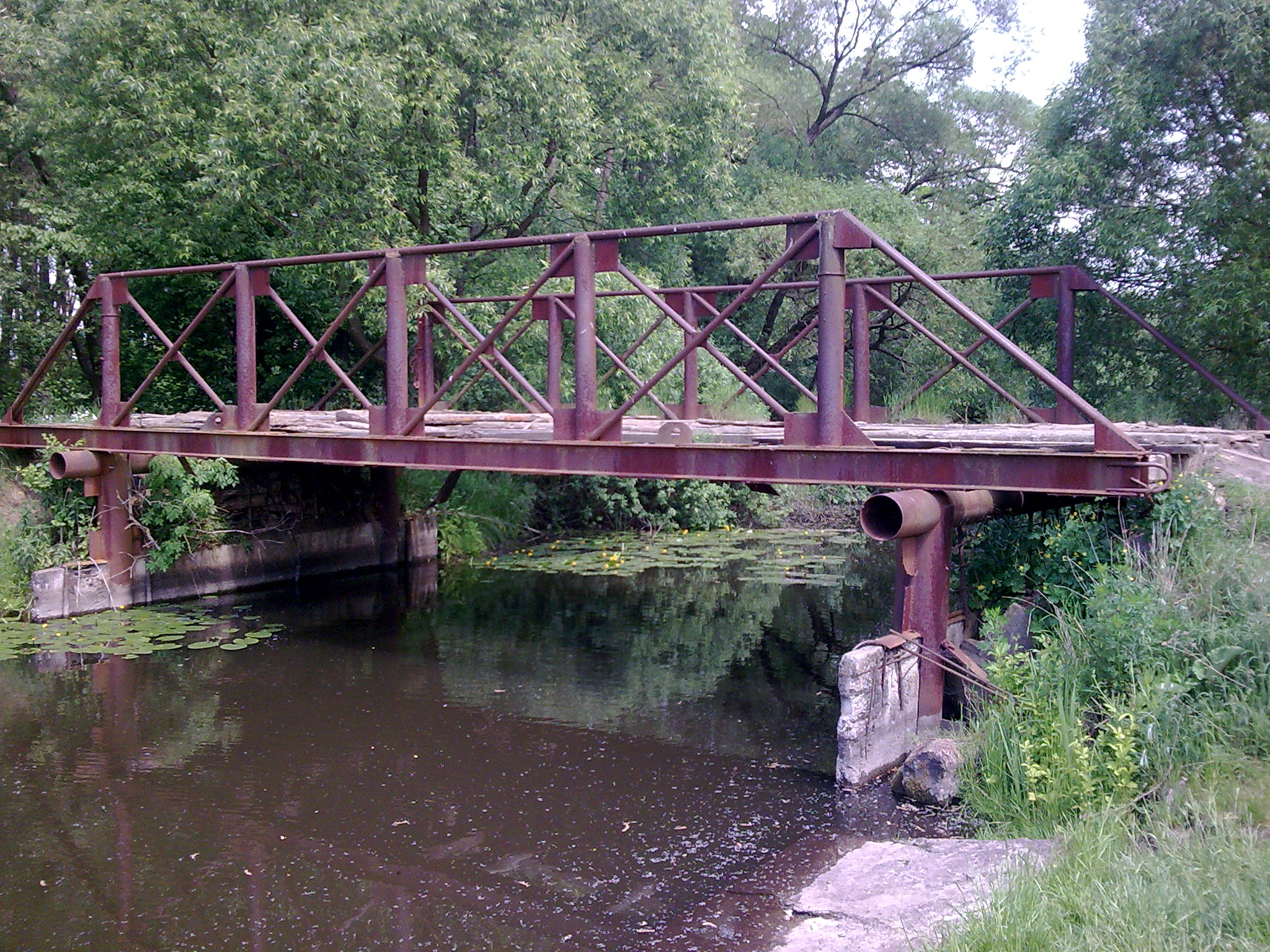
Місток через річку в районі Турбівського лісу

.